# Lauwin-Planque
 Lauwin-Planque  es una población y comuna francesa, en la región de Norte-Paso de Calais, departamento de Norte, en el distrito de Douai y cantón de Douai-Sud-Ouest.

## Demografía
| 960 | 948 | 918 | 1247 | 1775 | 1900 |
| Para los censos de 1962 a 1999 la población legal corresponde a la población sin duplicidades (Fuente: INSEE [Consultar]) |     |     |      |      |      |